# Revista Biblioasturias
Revista Biblioasturias es la publicación de la Red de Bibliotecas Públicas del Principado de Asturias, editada por el Consejería de Educación y Cultura, Viceconsejería de Cultura y Deporte.
Desde sus inicios informa de los servicios, actividades y proyectos que desarrollan las bibliotecas asturianas, siendo una herramienta para la relación entre los profesionales de las bibliotecas y sus usuarios. Pero sus contenidos van más allá de los meramente bibliotecarios pues tiene como uno de sus objetivos principales el de contribuir a la difusión de la literatura asturiana, prestando especial atención a sus autores, editoriales y sus obras, tanto en castellano como en asturiano.
Las secciones habituales de la revista son: Actualidad (con dos subsecciones: Noticias de la red de Bibliotecas y Actualidad de las letras asturianas), De visita, Dinamización, Colecciones a descubrir, Reportajes, Entrevistas, Cinco x Cinco, Para buscar en los estantes y Escaparate literario.
Desde su creación hasta marzo de 2014 Jesús Fernández Álvarez realizó la coordinación y mantenimiento, a partir de esa fecha se encarga la Sección de Coordinación Bibliotecaria.

## Publicación
Inició su publicación en abril de 2006 y a lo largo de estos años ha ido evolucionando:
- De abril de 2006 a abril de 2011 se publicó en papel. Primero con una periodicidad trimestral, en formato folio y una tirada de 15.000 ejemplares, el diseño correspondía a Luis Santullano. A partir del segundo trimestre de 2010, se produjo un cambio de formato, a tamaño cuartilla, y de maquetación, con la intención de hacerla más cómoda y accesible. También se reducía la tirada a 12.000 ejemplares y la dirección de diseño y arte recaía en Ricardo Villoria. Se incorporaba un nuevo cuadernillo "Asturias con todas las letras" que se presentaba como una marca asociada a las iniciativas relacionadas con el libro y la lectura promovidas por la Consejería de Cultura y Turismo.
- A partir del año 2012 la edición pasa a ser digital, denominándose Biblioasturias.com.